# Lambourn Woodlands
Lambourn Woodlands – wieś w Anglii, w hrabstwie ceremonialnym Berkshire, w dystrykcie (unitary authority) West Berkshire. Leży 40 km na zachód od centrum miasta Reading i 98 km na zachód od centrum Londynu.